# Sonic Gameworld
Sonic Gameworld, ook wel bekend als Sonic the Hedgehog's Gameworld, is een videospel uit de Sonic the Hedgehog-franchise. Het spel is ontwikkeld door Aspect Co., Ltd. voor de Sega Pico. Het spel verscheen in Japan in augustus 1994, en een jaar later in Noord-Amerika.
Het spel is een gezelschapsspel met in de hoofdrollen Sonic the Hedgehog, Miles "Tails" Prower, Amy Rose, en Dr. Robotnik/Dr. Eggman. Het spel is opgebouwd uit meerdere minigames.